# Tetsurō Tamba
Tetsurō Tamba (丹波哲郎 ?, Tamba Tesurō; Tokyo, 17 luglio 1922 – Tokyo, 22 settembre 2006) è stato un attore giapponese.

## Biografia
Nato a Tokyo, Tamba lavorava part-time come interprete presso il Comandante supremo delle forze alleate prima di diventare un attore. Nel 1951, entrò a far parte della compagnia Shintohō  e fece il suo esordio sullo schermo nel film Satsujin Yōgisha (1952). Tamba apparve nel film La settima alba (1964), diretto da Lewis Gilbert, ed è meglio conosciuto dal pubblico occidentale per il ruolo di Tiger Tanaka nel film di James Bond Agente 007 - Si vive solo due volte (1967), sempre diretto da Gilbert.
Nel 1981 vinse il premio come miglior attore non protagonista del Japan Academy Prize per l'interpretazione del generale Kodama Gentarō nel film Port Arthur. Interpretò anche il personaggio principale nelle serie poliziesche giapponesi Key Hunter e G Men '75, l'ultimo dei quali rimane il suo ruolo più noto in Giappone.
Nel 2002 doppiò il "Re Gatto" nella versione originale giapponese del film anime La ricompensa del gatto, realizzato dallo Studio Ghibli.

## Filmografia parziale

### Cinema
- Porci, geishe e marinai (Buta to gunkan), regia di Shōhei Imamura (1961)
- Ponte verso il sole (Bridge to the Sun), regia di Étienne Périer (1961)
- Harakiri (Seppuku), regia di Masaki Kobayashi (1962)
- Ansatsu, regia di Masahiro Shinoda (1964)
- La settima alba (The 7th Dawn), regia di Lewis Gilbert (1964)
- Episodio: Miminashi Hoichi no hanashi di Kwaidan (Kaidan), regia di Masaki Kobayashi (1964)
- Ritratto di Chieko (Chieko-shō), regia di Noboru Nakamura (1967)
- Agente 007 - Si vive solo due volte (You Only Live Twice), regia di Lewis Gilbert (1967)
- Là dove volano i corvi (Goyôkin), regia di Hideo Gosha (1969)
- Un esercito di 5 uomini, regia di Italo Zingarelli (1969)
- Chinmoku, regia di Masahiro Shinoda (1971)
- Sotto la bandiera del Sol Levante (Gunki hatameku moto ni), regia di Kinji Fukasaku (1972)
- Pianeta Terra: anno zero (Nihon chinbotsu), regia di Shirō Moritani (1973)
- I sette guerrieri del Kung Fu (Dàng Kòu Zhì), regia di Chang Cheh (1973)
- Shinkansen daibakuha, regia di Jun'ya Satō (1975)
- Yagyū Ichizoku no Inbō, regia di Kinji Fukasaku (1978)
- 203 kochi (Port Arthur), regia di Toshio Masuda (1980)
- Makai tenshô, regia di Kinji Fukasaku (1981)
- Bushido - La spada del sole (The Bushido Blade), regia di Tsugunobu Kotani (1981)
- Shinran: Shiroi michi, regia di Rentarō Mikuni (1987)
- Riki-Oh: The Story of Ricky (Lik Wong), regia di Lam Ngai Kai (1991)
- The Happiness of the Katakuris (Katakuri-ke no kōfuku), regia di Takashi Miike (2001)
- Graveyard of Honor (Shin jingi no hakaba), regia di Takashi Miike (2002)
- La ricompensa del gatto (Neko no ongaeshi), regia di Hiroyuki Morita (2002)
- Episodio: Giappone di 11 settembre 2001 (11'09"01 - September 11), regia di Shōhei Imamura (2002) - non accreditato
- The Twilight Samurai (Tasogare Seibei), regia di Yōji Yamada (2002)
- Kikoku, regia di Takashi Miike (2003)
- Nihon chinbotsu, regia di Shinji Higuchi (2006)

### Televisione
- G-Men '75 – serie TV, 3 episodi (1977–1982)
- Marco Polo, regia di Giuliano Montaldo – miniserie TV, 2 puntate (1983)

## Doppiatori italiani
- Pino Locchi in La settima alba
- Giuseppe Rinaldi in Agente 007 - Si vive solo due volte
- Giancarlo Maestri in Bushido - La spada del sole

Da doppiatore è sostituito da:
- Bruno Alessandro in La ricompensa del gatto